# Simon Leduc
Simon Leduc, även Le Duc, kallad l'Ainé (den äldre), född den 15 januari 1742 i Paris, död där den 22 januari 1777, var en fransk violinist och tonsättare. Han var bror till musikförläggaren Pierre Leduc.
Leduc var elev till Gaviniès. Han var vid slutet av sin levnad en av direktörerna vid Concert Spirituel. Leduc komponerade symfonier och violinkonserter med mera.